# پادگان اسلامی امام رضا
پادگان اسلامی امام رضا، روستایی از توابع بخش مرکزی شهرستان مراغه در استان آذربایجان شرقی ایران است.

## جمعیت
این روستا در دهستان قره ناز قرار دارد و براساس سرشماری مرکز آمار ایران در سال ۱۳۸۵، جمعیت آن ۳٬۳۶۱ نفر (۸۵۳خانوار) بوده‌است.